# Mitragynin
Mitragynin je indolový alkaloid a nejhojnější aktivní alkaloid v rostlině Mitragyna speciosa, jehož usušené a nadrcené listy jsou známy jako kratom. Celková koncentrace alkaloidů v sušených listech se pohybuje od 0,5 do 1,5 %. Mitragynin se nejčastěji konzumuje orálně, usušením kratomových listů a následném vypití jako čaj, či nápoj. Jedná se o nejčastěji užívanou legální drogu v Thajsku. V poslední době se používání mitragyninu rozšířilo po celé Evropě a Americe jako rekreační a léčivá droga. 

## Využití

### Lékařské

##### Antinocicepce
Extrakty obsahující mitragynin a další alkaloidy jsou používány pro jejich schopnost zmírňovat bolest (tj. antinocicepce) po dobu nejméně jednoho století. V jihovýchodní Asii je konzumace mitragyninu z preparátů připravených z celých listů rostliny běžná u dělníků, kteří uvádějí, že užívají kratom pro tlumení bolesti a stimulaci vedoucí ke zvýšení vytrvalosti při práci. Alkaloidové extrakty kratomu v laboratorní studii provedené v roce 2016 na krysách prokázaly schopnost tlumit bolest.
Síla orálně podaného mitragyninu je asi čtvrtinová až třetinová oproti morfiu, tzn. že prahové účinky se objevují po konzumaci asi 15–20 mg a středně silnou bolest tlumí kolem 60–80 mg mitragyninu (u 70 kg muže). Účinek nastupuje mezi 5–30 minutami a trvá přibližně 1,5–6 hodin. Vedlejší účinky mohou zahrnovat snížený tlak, nevolnost a vysychání sliznic. Oproti morfiu výrazně nesnižuje objem a frekvenci dýchání a nevzniká na něj tak rychle tolerance, i přesto existuje riziko předávkování, avšak u čistého mitragyninu není zatím znám případ smrtelné otravy.
Studie na myších[zdroj?] poukazují na to, že mitragynin jako takový není příliš účinný a že jeho efekty jsou způsobené jeho metabolitem, 7-hydroxymitragyninem. Koncentrace 7-hydroxymitragyninu v těle je pak závislá na metabolismu jedince. To pravděpodobně vede ke stropovému efektu, kdy od určité dávky mitragyninu už neroste koncentrace 7-hydroxymitragininu v těle (mozku).
Mitragynin tak u většiny jedinců pravděpodobně nemůže tlumit silnou bolest, na druhou stranu jsou jeho vedlejší účinky slabší. Injekčně podané dávky mitragyninu nevykazovaly vyšší účinek než dávky podané perorálně oproti např. morfiu. Mitragynin také neaktivuje ß-arrestinovou dráhu, což opět snižuje vedlejší účinky typu zácpa a zpomaluje vznik tolerance.

##### Chronická bolest
Kratom se ve USA běžně používá pro potlačování bolesti a abstinenčních příznaků opioidů. Přehled stávající literatury z roku 2019 naznačil potenciál využití kratomu jako substituční terapie chronické bolesti.

##### Léčba abstinenčních příznaků
Již v 19. století byl kratom údajně používán k léčbě závislosti na opiu. Některé výzkumy na zvířatech naznačují, že mitragynin může potlačit a zmírnit abstinenční příznaky z jiných opioidních agonistů, například po chronickém podávání morfinu rybám druhu dánio pruhované.

### Rekreační
Předpokládá se, že původci účinků kratomu jsou mitragynin a jeho metabolit 7-hydroxymitragynin. Množství spotřebovaných listů odpovídá síle účinků. Při nízkých dávkách rostlina vyvolává mírný stimulační účinek, zatímco u větších dávek dochází k sedaci a antinocicepci typické pro opioidy. To je způsobeno tím, že nižší dávky nejsou tak účinné ve vazbě na opioidní receptory a převládá tak stimulační efekt vyvolaný aktivací α2-adrenergních receptorů. 
Mezi jednotlivými odrůdami rostliny existují rozdílné koncentrace mitragyninu i ostatních obsažených alkaloidů. Tím jsou také vysvětleny rozdílné účinky na uživatele. Kratomové extrakty se často míchají s jinými snadno dosažitelnými psychoaktivními sloučeninami – nacházejícími se v lécích proti kašli, které jsou volně prodejné – za účelem zesílení účinků koncentrovaných hladin mitragyninu.

## Závislost a abstineční příznaky
Díky své aktivitě na opioidních receptorech může samotný mitragynin vést k závislosti a k abstinenčním příznakům po přerušení léčby. Pravidelní uživatelé hlásí abstinenční příznaky po vysazení kratomu srovnatelné s příznaky jiných opioidů. Studie z roku 2014 testující 1118 uživatelů kratomu, naznačila, že u více než poloviny pravidelných uživatelů došlo k abstinečním příznakům, ke kterým patří bolest, svalové křeče a insomnie (nespavost). Mezi psychické abstinenční příznaky patří především bažení (touha po opětovném užití látky), podrážděnost, derealizace nebo také depersonalizace, úpadek motivace, úzkost a v extrémních případech také deprese.
Po dlouhodobém užívání velmi vysokého množství kratomu, hrozí při vysazení stav podobný deliriu, avšak samotné delirium je při vysazení kratomu vzácné.

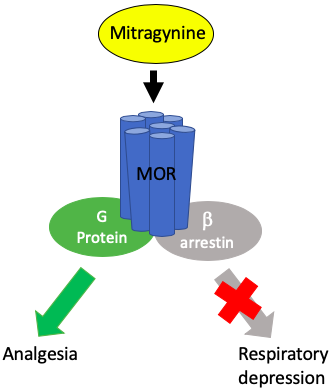
Schéma působení mitragyninu

## Toxicita
Toxicita mitragyninu u lidí je do značné míry neznámá, neboť vědecké studie byly doposud zaměřené jen na zvířata. U zvířat bylo prokázáno, že reakce na mitragynin je druhově specifická. U uživatelů kratomu jsou vzácně popisovány záchvaty a selhání jater v přímé souvislosti s toxicitou mitragyninu. Kombinace mitragyninu s  některými léky (opiáty, léky proti kašli) může vést ke stavům ohrožujícím život.

## Legislativa
Obecně řečeno se legislativa výrazně liší v rámci jednotlivých zemí. V ČR není trh s mitragyninem regulován. V květnu 2024 prošel zákon o psychomodulačních látkách, který by měl od ledna 2025 látku legalizovat. Její prodej by byl ovšem přísně regulován.